# Sibi (Distrikt)
Der Distrikt Sibi (Urdu ضلع سبی) ist ein Verwaltungsdistrikt in Pakistan in der Provinz Belutschistan. Sitz der Distriktverwaltung ist die Stadt Sibi.
Der Distrikt hat eine Fläche von 7796 km² und nach der Volkszählung von 2017 135.572 Einwohner. Die Bevölkerungsdichte betrug 17 Einwohner/km².

## Geografie
Der Distrikt Sibi befindet sich im Nordosten der Provinz Belutschistan. Der südliche Anteil besteht aus einer flachen Ebene, die nicht die Höhe von 250 m über Meeresniveau überschreitet und sich bis etwas nördlich der Distrikthauptstadt Sibi erstreckt, während der nordwestliche und nordöstliche Anteil aus Bergland bestehen, wo Höhen bis etwa 2.500 m erreicht werden.

## Klima
Das Klima des Sibi-Distrikts fällt in die landwirtschaftlich-ökologische Zone I (0 bis 625 Meter über dem Meeresspiegel). Das Klima ist durch sehr heiße Sommer und milde Winter gekennzeichnet. Die Regenzeit fällt ist meistens auf die Monate Juni und Juli. Die bisherige Rekordtemperatur lag bei 52,6 °C (Stand 2008).
|                       | Jan | Feb | Mär | Apr | Mai | Jun  | Jul  | Aug | Sep  | Okt | Nov | Dez  |   |       |
| Mittl. Tagesmax. (°C) | 20  | 25  | 36  | 38  | 44  | 43   | 41   | 39  | 39   | 37  | 31  | 25   | ⌀ | 34,9  |
| Mittl. Tagesmin. (°C) | 4   | 7   | 16  | 31  | 27  | 29   | 29   | 28  | 25   | 22  | 12  | 9    | ⌀ | 20    |
|                       |     |     |     |     |     |      |      |     |      |     |     |      |   |       |
| Niederschlag (mm)     | 6,6 | 9,8 | 1,3 | 2,5 | 2,0 | 75,2 | 65,3 | 6,7 | 14,4 | 0,0 | 0,0 | 22,7 | Σ | 206,5 |

| 4 |

| 7 |

| 16 |

| 31 |

| 27 |

| 29 |

| 29 |

| 28 |

| 25 |

| 22 |

| 12 |

| 9 |

| 4 |

| 7 |

| 16 |

| 31 |

| 27 |

| 29 |

| 29 |

| 28 |

| 25 |

| 22 |

| 12 |

| 9 |

## Geschichte
Das Gebiet von Sibi war im Teil des persischen Ghaznawidenreichs. Nach dessen Ende geriet es unter die Herrschaften wechselnder muslimischer Herrscher und gehörte zeitweise zum Mogulreich. Im Jahr 1714 kam es unter die Oberhoheit der Kalhora-Herrscher des Sindh, und später im 18. Jahrhundert unter die Kontrolle des afghanischen Durrani-Reichs. Im Vertrag von Gandamak 1879 kam Sibi unter britische Oberhoheit und wurde als Teil der 1877 gegründeten Balochistan Agency Teil Britisch-Indiens. 1879 wurde der Distrikt Thal-Chotiali eingerichtet. Im Oktober 1903 wurden die Distriktgrenzen neu gezogen und aus Teilen von Thal-Chotiali entstand der Distrikt Sibi. Nach dem Ende der britischen Herrschaft und während der Zugehörigkeit zu Pakistan (ab 1947) erfolgten weitere Reorganisationen und aus Teilen von Sibi wurden die Division Nasirabad, sowie die Distrikte Dera Bugti, Kohlu und Ziarat ausgegliedert. Die Fläche des Distrikts reduzierte sich von 11.390 mi² (1903; 29.500 km²) auf weniger als ein Drittel. Die letzten Gebietsänderungen ergaben sich in den Jahren 2007, als der Distrikt Harnai aus Teilen von Sibi gebildet wurde, 2013, als der Distrikt Lehri aus Teilen von Sibi und Kachhi gebildet wurde, und 2018, als Lehri in Sibi inkorporiert wurde.
2010 war der Distrikt von der Überschwemmungskatastrophe in Pakistan mitbetroffen.

## Verwaltungsgliederung
Der Distrikt war 2017 administrativ in zwei Tehsils (Lehri und Sibi) und zwei Sub-Tehsils (Kot Mandai und Sangan) unterteilt.

## Demografie
| Jahr | Einwohnerzahl |
| --- | ------------- |
| 1998 | 103.746       |
| 2017 | 135.572       |
| Bei der Bewertung ist zu berücksichtigen, dass sich die Grenzen des Distrikts zwischen 1998 und 2017 änderten. |               |

Zwischen 1998 und 2017 wuchs die Bevölkerung um jährlich 1,41 %. Von der Bevölkerung leben ca. 48 % in städtischen Regionen und ca. 52 % in ländlichen Regionen. In 20.228 Haushalten leben 71.652 Männer, 63.918 Frauen und 2 Transgender woraus sich ein Geschlechterverhältnis von 105,4 Männer pro 100 Frauen ergibt und damit einen für Pakistan häufigen Männerüberschuss. Die Hauptsprachen im Bezirk sind (Prozentangaben nach dem Zensus 1998) Belutschisch (44,0 %), Sindhi (20,0 %), Paschtunisch (11,0 %), Saraiki (8,0 %), Panjabi (6,0 %), Urdu (3,0 %) und weitere (7,0 %). Amtssprache ist Urdu.
Die Alphabetisierung der Bevölkerung über 15 Jahre lag 2008/09 bei 42 %.

## Wirtschaft
Dominierender Wirtschaftszweig ist die Landwirtschaft. Wichtigste Rabi-Feldfrucht war nach der Agrarstatistik 2009 Weizen, gefolgt von Futtermitteln. Wichtigste Kharif-Feldfrucht war Baumwolle (39,6 % der Kharif-Anbaufläche), gefolgt von Mungbohnen (18,5 %).